# Mount Cooroora
Mount Cooroora är ett berg i Australien. Det ligger i regionen Sunshine Coast och delstaten Queensland, omkring 120 kilometer norr om delstatshuvudstaden Brisbane. Toppen på Mount Cooroora är 439 meter över havet, eller 309 meter över den omgivande terrängen. Bredden vid basen är 10,1 km.
Närmaste större samhälle är Tewantin, omkring 20 kilometer öster om Mount Cooroora. 
I omgivningarna runt Mount Cooroora växer i huvudsak städsegrön lövskog. Runt Mount Cooroora är det glesbefolkat, med 16 invånare per kvadratkilometer. Genomsnittlig årsnederbörd är 1 531 millimeter. Den regnigaste månaden är mars, med i genomsnitt 289 mm nederbörd, och den torraste är september, med 33 mm nederbörd.